# مشهدی حسین‌لی (شمکور)
مشهدی حسین‌لی (به لاتین: Məşədihüseynli) یک منطقه مسکونی در جمهوری آذربایجان است که در شهرستان شمکور واقع شده است. مشهدی حسین‌لی ۱۸۸۳ نفر جمعیت دارد.